# Sakari Salminen
Sakari Salminen (* 31. Mai 1988 in Pori) ist ein finnischer Eishockeyspieler, der seit November 2017 wieder bei Porin Ässät in der Liiga unter Vertrag steht.

## Karriere
Salminen begann seine Karriere als Eishockeyspieler in seiner Heimatstadt Pori, wo er in der Jugendabteilung von Porin Ässät spielte. Er durchlief zahlreiche Altersstufen des Vereins und stand ab der Saison 2005/06 parallel für die U18- und U20-Auswahl auf dem Eis. Mit der U18-Mannschaft wurde er in diesem Jahr Vizemeister.
In der Saison 2007/08 gab Salminen sein Profidebüt in der SM-liiga, wo er in seiner Rookiesaison 30 Spiele für Porin Ässät absolvierte und dabei 13 Scorerpunkte erzielte. Gleichzeitig erzielte er in zwölf Spielen mit der U20-Mannschaft 23 Punkte und wurde ins zweite All-Star-Team gewählt. In den Play-offs half er der Mannschaft zum Gewinn der Vizemeisterschaft bei den finnischen A-Junioren.
Nach zwei weiteren Jahren bei Porin Ässät in der SM-liiga wechselte Salminen im April 2010 zum Ligakonkurrenten KalPa. Dort konnte er auch seine Punktausbeute verbessern und beendete die Saisons 2010/11 und 2011/12 mit 45 und 47 Punkten jeweils als Topscorer der Mannschaft. Auch in den Play-offs war er jeweils der punktbeste Spieler seines Teams.
In der Saison 2012/13 gelang es Salminen, erstmals die Marke von einem Punkt pro Spiel zu durchbrechen. Mit 55 Punkten aus 54 Spielen war er erneut bester Scorer seiner Mannschaft und viertbester der Liga. Anschließend wurde er ins All-Star-Team der SM-liiga berufen.
Im Mai 2013 wechselte der Finne zu Torpedo Nischni Nowgorod in die Kontinentale Hockey-Liga. In der Spielzeit 2013/14 kam  Salminen inklusive der Playoffs in 61 Partien auf 52 Skorerpunkte (21 Tore und 31 Vorlagen). Mit 47 Punkten in 60 Spielen für Nischni Nowgorod gehörte Salminen in der Saison 2014/15 zu den 20 besten Punktesammlern der KHL. Anschließend wechselte er in die Schweiz zu Fribourg-Gottéron. Im Februar 2016 verließ er die Schweiz wieder und wurde von Växjö Lakers Hockey aus der Svenska Hockeyligan unter Vertrag genommen.

### International
Sakari Salminen vertrat Finnland erstmals bei der U20-Junioren-Weltmeisterschaft 2008 und erzielte dort vier Punkte in sechs Einsätzen.
Bei der Weltmeisterschaft 2013 in Finnland stand er im Kader der Herren-Nationalmannschaft und erzielte dabei drei Punkte in zehn Spielen.

## Erfolge und Auszeichnungen
- 2006 Finnischer B-Junioren-Vizemeister mit Porin Ässät
- 2008 Finnischer A-Junioren-Vizemeister mit Porin Ässät
- 2013 SM-liiga All-Star Team
- 2014 Bronzemedaille bei den Olympischen Winterspielen

## Statistik
(Stand: Ende der Saison 2012/13)